# Dumitru Berbece
Dumitru Berbece (n. 2 ianuarie 1961, Dămienești, România) este un fost handbalist român, care a făcut parte din lotul echipei naționale de handbal a României, medaliată cu bronz olimpic la Los Angeles 1984.
Berbece a lucrat o lungă perioadă ca antrenor în Germania.

## Legături externe
- Dumitru Berbece la Comitetul Olimpic și Sportiv Român (arhivat)
- en Dumitru Berbece la Olympedia.org